# Llista de topònims de Gironella
Llista de topònims (noms propis de lloc) del municipi de Gironella, al Berguedà
Informació actualitzada per un bot. Els canvis manuals es perdran quan s'actualitzi!

## casa
| imatge | Nom                                      | Ubicat a    | instància de | Detalls                                                                                 | coordenades | Protecció                                  | Commons (més fotos)       | Dades a WD                    |
| ------ | ---------------------------------------- | ----------- | ------------ | --------------------------------------------------------------------------------------- | --- | ------------------------------------------ | ------------------------- | ----------------------------- |
|        | Casa de veïns a l'avinguda Catalunya, 99 | Gironella   | casa         | Estil: modernisme català                                                                | 42° 02′ 08″ N, 1° 52′ 47″ E / 42.035555555556°N,1.8797222222222°E ca:Avinguda Catalunya, 99                                                               | bé integrant del patrimoni cultural català | Edifici Av. Catalunya, 99 | Modifica les dades a Wikidata |
|        | Torre de Cal Bassacs                     | Cal Bassacs | casa         | Arquitecte: Alexandre Soler i March Estil: modernisme català historicisme arquitectònic | 42° 01′ 21″ N, 1° 53′ 07″ E / 42.0226°N,1.88526°E ca:A la barriada de Cal Bassacs, al costat de l'antiga fàbrica tèxtil. c/Indústria, 25. 08680 Gironella | bé integrant del patrimoni cultural català | Torre de Cal Bassacs      | Modifica les dades a Wikidata |
|        | Torre de Viladomiu Vell                  | Gironella   | casa         | Arquitecte: Roc Cot i Cot Estil: arquitectura modernista                                | 42° 00′ 36″ N, 1° 53′ 08″ E / 42.0099°N,1.88564°E | bé integrant del patrimoni cultural català | Torre de Viladomiu Vell   | Modifica les dades a Wikidata |
|        | Torre de l'Amo de Viladomiu Nou          | Gironella   | casa         | Estil: historicisme arquitectònic                                                       | 42° 00′ 13″ N, 1° 53′ 13″ E / 42.0035°N,1.88699°E ca:A la Colònia Viladomiu nou. Al final del carrer principal.                                           | bé cultural d'interès local                | Viladomiu Nou             | Modifica les dades a Wikidata |

## edifici
| imatge | Nom                   | Ubicat a  | instància de                | Detalls                                     | coordenades                                                                                           | Protecció                                  | Commons (més fotos)   | Dades a WD                    |
| ------ | --------------------- | --------- | --------------------------- | ------------------------------------------- | --- | ------------------------------------------ | --------------------- | ----------------------------- |
|        | Farmàcia Homs         | Gironella | edifici oficina de farmàcia | 19th century                                | 42° 01′ 57″ N, 1° 52′ 50″ E / 42.032379°N,1.880443°E ca:Av. Catalunya, 30                             |                                            |                       | Modifica les dades a Wikidata |
|        | casa Teixidor-Bassacs | Gironella | edifici                     |                                             | 42° 02′ 02″ N, 1° 52′ 57″ E / 42.033938888889°N,1.8825777777778°E ca:plaça de la Vila de l'Ajuntament |                                            | Casa Teixidor-Bassacs | Modifica les dades a Wikidata |
|        | l'Hotel               | Gironella | edifici                     | Estil: arquitectura modernista 20th century | 42° 02′ 01″ N, 1° 52′ 49″ E / 42.033611111111°N,1.8802777777778°E ca:Avinguda Catalunya, 52           | bé integrant del patrimoni cultural català | L'Hotel (Gironella)   | Modifica les dades a Wikidata |

## entitat singular de població
| imatge | Nom            | Ubicat a  | instància de                                    | Detalls                                  | coordenades                                                            | Protecció                                  | Commons (més fotos)    | Dades a WD                    |
| ------ | -------------- | --------- | ----------------------------------------------- | ---------------------------------------- | ---------------------------------------------------------------------- | ------------------------------------------ | ---------------------- | ----------------------------- |
|        | Cal Bassacs    | Gironella | entitat singular de població colònia industrial | 1149 hab                                 | 42° 01′ 20″ N, 1° 53′ 00″ E / 42.02222222°N,1.88333333°E 460 msnm      |                                            | Cal Bassacs            | Modifica les dades a Wikidata |
|        | Cal Ramons     | Gironella | entitat singular de població                    | 209 hab                                  | 42° 01′ 27″ N, 1° 53′ 24″ E / 42.0241833333°N,1.88999722222°E 473 msnm |                                            | Cal Ramons (Gironella) | Modifica les dades a Wikidata |
|        | Gironella      | Gironella | entitat singular de població capital municipal  | 3453 hab                                 | 42° 02′ 11″ N, 1° 52′ 53″ E / 42.03628263°N,1.8814606°E 442 msnm       |                                            |                        | Modifica les dades a Wikidata |
|        | Viladomiu Nou  | Gironella | entitat singular de població                    | Estil: arquitectura popular 1880 164 hab | 42° 00′ 14″ N, 1° 53′ 09″ E / 42.003956°N,1.885911°E 448 msnm          | bé integrant del patrimoni cultural català | Viladomiu Nou          | Modifica les dades a Wikidata |
|        | Viladomiu Vell | Gironella | entitat singular de població                    | Estil: arquitectura popular 1871 97 hab  | 42° 00′ 29″ N, 1° 53′ 07″ E / 42.0081°N,1.88517°E 428 msnm             | bé integrant del patrimoni cultural català | Viladomiu Vell         | Modifica les dades a Wikidata |

## església
| imatge | Nom                                          | Ubicat a    | instància de                 | Detalls                                                               | coordenades                                                                                              | Protecció                                  | Commons (més fotos)                          | Dades a WD                    |
| ------ | -------------------------------------------- | ----------- | ---------------------------- | --------------------------------------------------------------------- | --- | ------------------------------------------ | -------------------------------------------- | ----------------------------- |
|        | Sant Marc de Cal Bassacs                     | Cal Bassacs | església                     | Estil: arquitectura popular                                           | 42° 01′ 07″ N, 1° 52′ 37″ E / 42.0187°N,1.87696°E ca:Al sud-oest de la barriada de Cal Bassacs. 495 msnm | bé cultural d'interès local                | Sant Marc de Cal Bassacs                     | Modifica les dades a Wikidata |
|        | Sant Marc de Viladomiu Vell                  | Gironella   | església                     | Estil: historicisme arquitectònic 1885                                | 42° 00′ 35″ N, 1° 53′ 10″ E / 42.0098°N,1.88624°E ca:A l'entrada a la colònia Viladomiu Vell.            | bé integrant del patrimoni cultural català | Sant Marc de Viladomiu Vell                  | Modifica les dades a Wikidata |
|        | Santa Eulàlia de Gironella                   | Gironella   | església església parroquial | Arquitecte: Alexandre Soler i March Estil: historicisme arquitectònic | 42° 02′ 03″ N, 1° 53′ 01″ E / 42.0342°N,1.88351°E                                                        | bé cultural d'interès local                | Santa Eulàlia de Gironella                   | Modifica les dades a Wikidata |
|        | Santa Maria de Bassacs                       | Cal Bassacs | església església parroquial | Estil: funcionalisme                                                  | 42° 01′ 18″ N, 1° 52′ 59″ E / 42.02155°N,1.88298°E 461 msnm                                              | bé integrant del patrimoni cultural català | Santa Maria de Bassacs                       | Modifica les dades a Wikidata |
|        | el Sagrat Cor de Jesús de Viladomiu Nou      | Gironella   | església                     | Estil: historicisme arquitectònic                                     | 42° 00′ 15″ N, 1° 53′ 08″ E / 42.0043°N,1.88561°E                                                        | bé integrant del patrimoni cultural català | Viladomiu Nou                                | Modifica les dades a Wikidata |
|        | església vella de Santa Eulàlia de Gironella | Gironella   | església                     | Estil: arquitectura gòtica                                            | 42° 02′ 01″ N, 1° 52′ 59″ E / 42.0336°N,1.88311°E                                                        | bé integrant del patrimoni cultural català | Església vella de Santa Eulàlia de Gironella | Modifica les dades a Wikidata |

## masia
| imatge | Nom                    | Ubicat a  | instància de | Detalls                                        | coordenades | Protecció                                  | Commons (més fotos)             | Dades a WD                    |
| ------ | ---------------------- | --------- | ------------ | ---------------------------------------------- | --- | ------------------------------------------ | ------------------------------- | ----------------------------- |
|        | Ca l'Andal             | Gironella | masia        | 19th century                                   | 42° 01′ 53″ N, 1° 53′ 08″ E / 42.0313429205677°N,1.88549449306144°E ca:Situada al peu del camí que puja a la font de l'Ermita des de la zona de les Eres.     |                                            |                                 | Modifica les dades a Wikidata |
|        | Ca la Manuela          | Gironella | masia        |                                                | 42° 02′ 28″ N, 1° 52′ 46″ E / 42.0411283418117°N,1.87947567206885°E                                                                                           |                                            |                                 | Modifica les dades a Wikidata |
|        | Ca n'Erola             | Gironella | masia        |                                                | 42° 01′ 51″ N, 1° 53′ 31″ E / 42.0307938542976°N,1.89203953425449°E                                                                                           |                                            |                                 | Modifica les dades a Wikidata |
|        | Cal Beulaigua          | Gironella | masia        |                                                | 42° 02′ 04″ N, 1° 53′ 15″ E / 42.0343262784364°N,1.88758070025586°E                                                                                           |                                            |                                 | Modifica les dades a Wikidata |
|        | Cal Bores              | Gironella | masia        |                                                | 42° 02′ 35″ N, 1° 53′ 16″ E / 42.0429663153493°N,1.88787704059636°E                                                                                           |                                            |                                 | Modifica les dades a Wikidata |
|        | Cal Claris             | Gironella | masia        |                                                | 42° 01′ 52″ N, 1° 52′ 35″ E / 42.0311093334663°N,1.87631749437814°E                                                                                           |                                            |                                 | Modifica les dades a Wikidata |
|        | Cal Closca             | Gironella | masia        |                                                | 42° 02′ 32″ N, 1° 52′ 49″ E / 42.042271°N,1.880316°E 479 msnm                                                                                                 |                                            |                                 | Modifica les dades a Wikidata |
|        | Cal Cotna              | Gironella | masia        |                                                | 42° 01′ 59″ N, 1° 53′ 19″ E / 42.0330584630751°N,1.88872631926099°E                                                                                           |                                            |                                 | Modifica les dades a Wikidata |
|        | Cal Crido              | Gironella | masia        |                                                | 42° 01′ 31″ N, 1° 52′ 49″ E / 42.0253387147346°N,1.88026033663148°E                                                                                           |                                            |                                 | Modifica les dades a Wikidata |
|        | Cal Càntir             | Gironella | masia        |                                                | 42° 02′ 39″ N, 1° 53′ 12″ E / 42.0440524962711°N,1.8865773169523°E                                                                                            |                                            |                                 | Modifica les dades a Wikidata |
|        | Cal Feliu              | Gironella | masia        | Estil: arquitectura popular                    | 42° 01′ 12″ N, 1° 53′ 06″ E / 42.02°N,1.8849°E ca:A la barriada de Cal Bassacs. Carrer de Cal Feliu, 17. 08680 Gironella.                                     |                                            | Cal Feliu (Gironella)           | Modifica les dades a Wikidata |
|        | Cal Franc              | Gironella | masia        |                                                | 42° 01′ 19″ N, 1° 53′ 18″ E / 42.0219235785832°N,1.88842502555376°E 445 msnm                                                                                  |                                            | Can Franch (Gironella)          | Modifica les dades a Wikidata |
|        | Cal Fàbregues          | Gironella | masia        |                                                | 42° 02′ 21″ N, 1° 53′ 07″ E / 42.0393024348759°N,1.88527083067652°E                                                                                           |                                            |                                 | Modifica les dades a Wikidata |
|        | Cal Ginyola            | Gironella | masia        |                                                | 42° 02′ 31″ N, 1° 53′ 00″ E / 42.0420125969951°N,1.88333859543958°E                                                                                           |                                            |                                 | Modifica les dades a Wikidata |
|        | Cal Lluent             | Gironella | masia        | 19th century                                   | 42° 00′ 32″ N, 1° 53′ 18″ E / 42.0089269870111°N,1.88839774239205°E ca:Situada dalt d'un turó davant de Viladomiu Vell, a l'est, i a l'altra banda del riu.   |                                            |                                 | Modifica les dades a Wikidata |
|        | Cal Pere Vell          | Gironella | masia        |                                                | 42° 01′ 21″ N, 1° 53′ 13″ E / 42.0224777814125°N,1.88706255314238°E                                                                                           |                                            |                                 | Modifica les dades a Wikidata |
|        | Cal Ramons             | Gironella | masia        | 17th century                                   | 42° 01′ 25″ N, 1° 53′ 21″ E / 42.0236341632666°N,1.88928906982128°E ca:A la zona residencial de Cal Ramons, just després d'un revolt molt tancat.             |                                            | Masia de Cal Ramons (Gironella) | Modifica les dades a Wikidata |
|        | Cal To                 | Gironella | masia        |                                                | 42° 01′ 52″ N, 1° 52′ 30″ E / 42.0312396851369°N,1.87491387297418°E                                                                                           |                                            |                                 | Modifica les dades a Wikidata |
|        | Cal Viader             | Gironella | masia        |                                                | 42° 01′ 14″ N, 1° 53′ 17″ E / 42.0206501393421°N,1.88806069873778°E                                                                                           |                                            | Cal Viader (Gironella)          | Modifica les dades a Wikidata |
|        | Can Gironella          | Gironella | masia        | Estil: arquitectura popular                    | 42° 02′ 20″ N, 1° 53′ 31″ E / 42.0389°N,1.89181°E ca:A l'extrem nord-est del terme municipal. Prop de la carretera de Gironella a Vic.                        | bé integrant del patrimoni cultural català |                                 | Modifica les dades a Wikidata |
|        | Can Peucurt            | Gironella | masia        |                                                | 42° 01′ 15″ N, 1° 52′ 17″ E / 42.0209570327053°N,1.87151996030261°E                                                                                           |                                            |                                 | Modifica les dades a Wikidata |
|        | Casa Nova de Sant Marc | Gironella | masia        |                                                | 42° 01′ 12″ N, 1° 52′ 46″ E / 42.0200990847248°N,1.87955510994355°E                                                                                           |                                            |                                 | Modifica les dades a Wikidata |
|        | Cim d'Estela           | Gironella | masia        |                                                | 42° 00′ 56″ N, 1° 52′ 57″ E / 42.0156146999593°N,1.8824116439866°E                                                                                            |                                            |                                 | Modifica les dades a Wikidata |
|        | Circuns                | Gironella | masia        |                                                | 42° 01′ 33″ N, 1° 52′ 32″ E / 42.0257163677987°N,1.87559108172877°E                                                                                           |                                            |                                 | Modifica les dades a Wikidata |
|        | Santgelis              | Gironella | masia        |                                                | 42° 01′ 35″ N, 1° 52′ 15″ E / 42.0264712031617°N,1.87083054110512°E                                                                                           |                                            |                                 | Modifica les dades a Wikidata |
|        | Torre de Cal Metre     | Gironella | masia        | Estil: historicisme arquitectònic 19th century | 42° 02′ 06″ N, 1° 53′ 00″ E / 42.0349865472008°N,1.88323206839462°E ca:Carrer pas de la Muralla, 1. 08680 Gironella                                           |                                            |                                 | Modifica les dades a Wikidata |
|        | el Canadell            | Gironella | masia        |                                                | 42° 00′ 21″ N, 1° 52′ 41″ E / 42.005817952972°N,1.87803064521521°E                                                                                            |                                            |                                 | Modifica les dades a Wikidata |
|        | el Catau               | Gironella | masia        | 19th century                                   | 42° 01′ 49″ N, 1° 52′ 30″ E / 42.03025021396°N,1.8750400455149°E ca:Situada a la part oest del terme municipal, a l'extrem del barri de Cal Blau.             |                                            |                                 | Modifica les dades a Wikidata |
|        | el Purgatori           | Gironella | masia        |                                                | 42° 02′ 20″ N, 1° 52′ 49″ E / 42.0388762519083°N,1.8803488891606°E                                                                                            |                                            |                                 | Modifica les dades a Wikidata |
|        | el Tibidabo            | Gironella | masia        |                                                | 42° 00′ 37″ N, 1° 53′ 00″ E / 42.0102007829005°N,1.88323101134077°E                                                                                           |                                            |                                 | Modifica les dades a Wikidata |
|        | els Clots              | Gironella | masia        |                                                | 42° 02′ 13″ N, 1° 53′ 54″ E / 42.0368069328173°N,1.89825368301908°E                                                                                           |                                            |                                 | Modifica les dades a Wikidata |
|        | la Barraca             | Gironella | masia        | Estat: ruïnós                                  | 42° 02′ 02″ N, 1° 53′ 21″ E / 42.0339445701214°N,1.88908538986273°E ca:a la zona nord-est del municipi, prop de la zona de l'Ermita.                          |                                            |                                 | Modifica les dades a Wikidata |
|        | la Barraca             | Gironella | masia        |                                                | 42° 01′ 44″ N, 1° 52′ 15″ E / 42.0289566665126°N,1.87079863078087°E                                                                                           |                                            |                                 | Modifica les dades a Wikidata |
|        | la Caseta              | Gironella | masia        |                                                | 42° 02′ 27″ N, 1° 53′ 26″ E / 42.0408205715114°N,1.89043964423506°E                                                                                           |                                            |                                 | Modifica les dades a Wikidata |
|        | la Donzella            | Gironella | masia        | Estat: ruïnós                                  | 42° 01′ 25″ N, 1° 53′ 38″ E / 42.0235524149536°N,1.8938804905217°E ca:a la zona est del municipi, prop de la pista asfaltada que porta a la Guàrdia de Sagàs. |                                            | La Donzella (Gironella)         | Modifica les dades a Wikidata |
|        | la Serreta             | Gironella | masia        |                                                | 42° 01′ 35″ N, 1° 53′ 45″ E / 42.0264612625542°N,1.89572654310132°E                                                                                           |                                            | La Serreta (Gironella)          | Modifica les dades a Wikidata |
|        | la Talaia              | Gironella | masia        |                                                | 42° 01′ 44″ N, 1° 53′ 14″ E / 42.0288481278019°N,1.88735006815587°E                                                                                           |                                            |                                 | Modifica les dades a Wikidata |

## polígon industrial
| imatge | Nom                               | Ubicat a  | instància de       | Detalls | coordenades                                                         | Protecció | Commons (més fotos) | Dades a WD                    |
| ------ | --------------------------------- | --------- | ------------------ | ------- | ------------------------------------------------------------------- | --------- | ------------------- | ----------------------------- |
|        | Polígon industrial Cal Guinyola   | Gironella | polígon industrial |         | 42° 01′ 23″ N, 1° 53′ 06″ E / 42.023087729084°N,1.88495019478978°E  |           |                     | Modifica les dades a Wikidata |
|        | Polígon industrial Camp dels Pals | Gironella | polígon industrial |         | 42° 00′ 57″ N, 1° 53′ 03″ E / 42.0158034154758°N,1.88421996021744°E |           |                     | Modifica les dades a Wikidata |
|        | Polígon industrial Can Rafelet    | Gironella | polígon industrial |         | 42° 01′ 45″ N, 1° 52′ 42″ E / 42.0292365019728°N,1.87821080404977°E |           |                     | Modifica les dades a Wikidata |

## pont
| imatge | Nom                              | Ubicat a            | instància de            | Detalls                                                               | coordenades | Protecció                                  | Commons (més fotos)         | Dades a WD                    |
| ------ | -------------------------------- | ------------------- | ----------------------- | --------------------------------------------------------------------- | --- | ------------------------------------------ | --------------------------- | ----------------------------- |
|        | Palanca de Viladomiu Vell        | Gironella           | pont                    | Travessa: Llobregat                                                   | 42° 00′ 38″ N, 1° 53′ 15″ E / 42.0106112610564°N,1.88747475472298°E                                                              |                                            |                             | Modifica les dades a Wikidata |
|        | Pont Nou                         | Gironella           | pont                    | 19th century Estat: bon estat                                         | 42° 02′ 13″ N, 1° 52′ 51″ E / 42.03689°N,1.88088°E ca:ubicat al pas del riu Llobregat a l'entrada del poble per el nord.         |                                            |                             | Modifica les dades a Wikidata |
|        | Pont Vell de Gironella           | Gironella           | pont pont d'estil gòtic | Estil: arquitectura gòtica 1389 Travessa: Llobregat Estat: bon estat  | 42° 02′ 00″ N, 1° 52′ 54″ E / 42.0333°N,1.88167°E ca:ubicat al pas del riu Llobregat per el centre de la vila                    | bé integrant del patrimoni cultural català | Pont Gòtic (Gironella)      | Modifica les dades a Wikidata |
|        | Pont de Cal Bassacs              | Gironella           | pont                    | Travessa: Llobregat                                                   | 42° 01′ 20″ N, 1° 53′ 11″ E / 42.0221561661169°N,1.8864038352612°E                                                               |                                            | Pont de Cal Bassacs         | Modifica les dades a Wikidata |
|        | Pont de les Eres                 | Gironella           | pont                    | Travessa: Llobregat                                                   | 42° 01′ 54″ N, 1° 52′ 53″ E / 42.0316271441443°N,1.88138216851773°E                                                              |                                            | Pont de les Eres, Gironella | Modifica les dades a Wikidata |
|        | Pont del canal de Viladomiu Nou  | Gironella           | pont                    | 20th century Estat: bon estat                                         | 42° 00′ 14″ N, 1° 53′ 17″ E / 42.00387°N,1.88811°E ca:sobre el canal de la fàbrica de Viladomiu Nou.                             |                                            |                             | Modifica les dades a Wikidata |
|        | Pont del canal de Viladomiu Vell | Gironella           | pont                    | 19th century Estat: bon estat                                         | 42° 00′ 35″ N, 1° 53′ 12″ E / 42.00981°N,1.88658°E ca:sobre el canal de la fàbrica de Viladomiu Vell.                            |                                            |                             | Modifica les dades a Wikidata |
|        | pont de la Carretera             | Gironella           | pont                    | 1868 Travessa: riera de Clarà Llarg: 30m                              | 42° 00′ 19″ N, 1° 52′ 52″ E / 42.00522439170918°N,1.8811511993408203°E                                                           |                                            |                             | Modifica les dades a Wikidata |
|        | pont del Diable                  | Gironella           | pont                    | Estil: arquitectura popular Travessa: Llobregat                       | 42° 01′ 24″ N, 1° 53′ 11″ E / 42.0232°N,1.88632°E ca:al peu de la llera est del riu Llobregat, davant la fàbrica de Cal Bassacs. | bé integrant del patrimoni cultural català | Pont del Diable (Gironella) | Modifica les dades a Wikidata |
|        | viaducte de Clarà                | Gironella Casserres | pont viaducte           | 2007 Travessa: riera de Clarà Hi passa: C-16 E09 Llarg: 280m Alt: 50m | 42° 00′ 19″ N, 1° 52′ 53″ E / 42.00515662606597°N,1.8814194202423096°E                                                           |                                            |                             | Modifica les dades a Wikidata |

## riu
| imatge | Nom            | Ubicat a                                                                          | instància de | Detalls                                                   | coordenades                                                                                               | Protecció | Commons (més fotos) | Dades a WD                    |
| ------ | -------------- | --------------------------------------------------------------------------------- | ------------ | --------------------------------------------------------- | --- | --------- | ------------------- | ----------------------------- |
|        | Llobregat      | Catalunya província de Barcelona Catalunya Central Àmbit Metropolità de Barcelona | riu          | Desemboca: mar Mediterrània Llarg: 175km Conca: 4948.3km² | 42° 16′ 57″ N, 2° 00′ 46″ E / 42.282412°N,2.012826°E 41° 18′ 08″ N, 2° 07′ 55″ E / 41.302248°N,2.131948°E |           | Llobregat           | Modifica les dades a Wikidata |
|        | riera de Clarà | Berguedà                                                                          | riu          | Desemboca: Llobregat                                      | 42° 00′ 09″ N, 1° 53′ 04″ E / 42.0026°N,1.88434°E                                                         |           | Riera de Clarà      | Modifica les dades a Wikidata |

## Misc
| imatge | Nom                             | Ubicat a            | instància de                      | Detalls                                                                            | coordenades | Protecció                                            | Commons (més fotos)                                           | Dades a WD                    |
| ------ | ------------------------------- | ------------------- | --------------------------------- | ---------------------------------------------------------------------------------- | --- | ---------------------------------------------------- | ------------------------------------------------------------- | ----------------------------- |
|        | Balma Negra                     | Gironella           | abric rocós                       |                                                                                    | 42° 02′ 13″ N, 1° 53′ 07″ E / 42.03689718801°N,1.88521621868259°E                                                                     |                                                      |                                                               | Modifica les dades a Wikidata |
|        | Cal Metre                       | Gironella           | colònia tèxtil conjunt d'edificis | Estil: historicisme arquitectònic 1860                                             | 42° 02′ 11″ N, 1° 52′ 55″ E / 42.036447222222°N,1.8818694444444°E ca:Cal Metre                                                        | bé integrant del patrimoni cultural català           | Cal Metre (Gironella)                                         | Modifica les dades a Wikidata |
|        | Castell de Gironella            | Gironella           | castell                           |                                                                                    | 42° 02′ 01″ N, 1° 52′ 56″ E / 42.0336°N,1.88227°E                                                                                     | bé d'interès cultural bé cultural d'interès nacional | Castell de Gironella                                          | Modifica les dades a Wikidata |
|        | balma dels Ossos de Cal Bassacs | Gironella           | cova jaciment arqueològic         |                                                                                    | 42° 01′ 30″ N, 1° 52′ 30″ E / 42.025009°N,1.874894°E                                                                                  | bé integrant del patrimoni cultural català           | Jaciment arqueològic de la Balma dels Ossos del Clot del Moro | Modifica les dades a Wikidata |
|        | casa consistorial de Gironella  | Gironella           | casa consistorial                 |                                                                                    | 42° 02′ 01″ N, 1° 52′ 57″ E / 42.0336142°N,1.8825139°E                                                                                |                                                      | Casa de la Vila, Gironella                                    | Modifica les dades a Wikidata |
|        | pont del Carrilet               | Gironella Casserres | pont ferroviari pont              | 1887 19th century Travessa: riera de Clarà Hi passa: línia Manresa-Berga-Guardiola | 42° 00′ 16″ N, 1° 53′ 02″ E / 42.00451484198389°N,1.8839728832244875°E ca:ubicat al pas de la riera de Clarà, tocant a Viladomiu Nou. |                                                      |                                                               | Modifica les dades a Wikidata |